# Albert Pfander
Albert Pfander (* 27. Dezember 1912 in Fellbach; † 15. März 1988 ebenda) war ein deutscher Weingärtner und Rebschutzwart. Von 1957 bis 1978 war Pfander der Vorstandsvorsitzende der Weingärtnergenossenschaft in Fellbach.

## Leben
Albert Pfander war eines von vier Kindern des Weingärtners Wilhelm Friedrich Pfander und Wilhelmine Seibold. 1938 heiratete er die Weingärtnerstochter Frida Berner (* 1912). Im Zweiten Weltkrieg wurde durch Luftangriffe das Anwesen seiner Eltern zerstört, welches er nach Rückkehr aus der Kriegsgefangenschaft wieder aufbaute.
Pfander wurde 1952 von der Weingärtnergenossenschaft Fellbach zum Aufsichtsrat, 1955 in den Vorstand und 1957 zum Vorstandsvorsitzenden gewählt. Ebenfalls 1957 wählte ihn die Flurbereinigung Wetzstein und Holder zum Vorstandsmitglied. 1963 erfolgte die Wahl zum Vorstandsvorsitzenden der Flurbereinigung Lämmler und Hinterer Berg. Auch über Fellbach hinaus spielte Albert Pfander für den Weinbau eine herausragende Rolle. 1959 wurde er Aufsichtsrat, 1964 Vorstand und von 1967 bis 1983 Vorstandsvorsitzender der Württembergischen Weingärtner-Zentralgenossenschaft. Von 1973 bis 1983 war er Vizepräsident des Weingärtnerverbandes Württemberg. Im Landesverband Raiffeisen-Schultze-Delitzsch war er Mitglied des Verbraucherausschusses.
Zu seinen Verdiensten gehören der Aufbau der genossenschaftlichen Kellereien nach dem Kriege, die Rebflurbereinigung in schwierigen Steillagen, die in Fellbach erstmals praktiziert wurde, und der Umbau der Kelter.

## Ehrungen
1968 wurde Pfander die Staatsmedaille des Landes Baden-Württemberg in Gold, 1972 das Bundesverdienstkreuz am Bande und die Goldene Raiffeisen-Nadel verliehen. 1985 erhielt er den Verdienstorden des Landes Baden-Württemberg. Er erhielt die Goldene Ehrennadel des Deutschen Raiffeisenverbands und des Weingärtner Verbands Württemberg sowie die Ehrenmedaille der Stadt Fellbach. Nach Pfander wurde ein Weinbergweg im Fellbacher „Lämmler“ benannt.